# 브링 잇 온 3
브링 잇 온 3(Bring It On: All Or Nothing)은 미국에서 제작된 스티븐 래쉬 감독의 2006년 코미디 영화이다. 브링 잇 온 영화 시리즈의 세 번째 작품이다. 헤이든 파네티어 등이 주연으로 출연하였고 데이비드 로셀 등이 제작에 참여하였다.

## 출연진

### 주연
- 헤이든 파네티어
- 솔란지 노울스

### 조연
- 거스 카
- 마시 라이언
- 신디 치우
- 지오보니 사무엘스
- 프란시아 라이사
- 게리 르로이 그레이
- 다니엘 세브레
- 제시카 니콜 파이프
- 제이크 맥더맨
- 에릭 브러스코터
- 키얼스턴 워렌
- 코니 마리 브라젤턴
- 리아나
- 테레사 스트라서
- 조던 존슨
- 타라 페이지
- 미쉘 매니스캘코
- 마티 디우
- 모니카 소토
- 존 크로닌
- 크리스 모스
- 나단 벨트
- 샌디 콜튼
- 린지 에반스
- 토니 곤잘레즈
- 다니엘 E. 호킨스
- 드본 마리 킹
- 돈 리
- 예란 파스카시오
- 티아 로빈슨
- 마퀴터 스콧
- 데브라 설리반
- 이반 플립즈 베레즈
- 알렉스 쇼티 웰치

## 제작진
- 라인프로듀서: 존 쿠이퍼
- 미술: 사이몬 도빈
- 배역: 드본 마리 킹
- 배역: 파멜라 린 토머스